# Glaciar Palu
Glaciar Palu (em romanche:  Vadret da Palü) é um glaciar que nasce a 2600 m de altitude na Cordilheira Bernina e está situado no cantão dos Grisões na Alta-Engadina da Suíça.

## Panorama

Panorama do Diavolezza. Da esquerda para a direita: Piz Palü, Bellavista, Crast' Agüzza (pequeno pico rochoso no meio), Piz Bernina e Piz Morteratsch